# 竹林里 (西港區)
竹林里位於臺灣臺南市西港區西北部，原本里內只有「大竹林」一個聚落:588:35。但2018年1月29日里界調整後，原屬慶安里的「中洲仔」被改劃入竹林里的範圍。

## 沿革
該里在日治時期屬於西港庄大字劉厝，二次大戰後「大竹林」設置為竹林村:588:35。2010年12月25日，因臺南縣市合併升格，改為西港里。2018年1月29日，調整了與慶安里之間的里界。

## 聚落與地名
竹林里的主要聚落是大竹林，地名來據說是當初開發時該地長滿刺竹的關係:588:35。該聚落是來自「福建省漳州府龍溪縣廿九都石美堡寮裡社（錦湖社）」郭姓移民所開墾，傳有八房，之後部分族人在南邊建立了大塭寮（永樂里）:588:35、36。也有說法是澎湖岐頭的郭姓來此移墾。大竹林與大塭寮關係密切，有著「頂下寮」聯庄關係:36。另外大竹林以庄廟汾陽殿為中心，分成東北角、中寮角、中央角、頂頭角四個角頭:589:36。
中洲仔在大竹林與西港仔街之間，原屬慶安里。康熙年間因為位在含西港與西港仔之間，繁榮一時:597:115。該地多為周姓居民，有當地中洲仔之名是從「中周仔」轉變而成的說法:116。據說中周子與北邊的檳榔林、下中洲過去曾合祀池府千歲，並參與姑媽宮請水活動（西港香前身）:597。另外根據臺灣堡圖等資料，過去的中洲仔稱為「下中洲」，而下中洲過去原稱「頂中洲」:597:116。

## 教育
在大竹林西邊設置有成功國小，大致位在竹林、劉厝、永樂三里的中間位置。該校創於1947年，原是西港國民學校（今西港國小）分離教室，1953年獨立設為「成功國民學校」。據說是因為當初獨立設校時三個村（里）沒有共同「符號」，所以基於期許「學業成功」而將校名取為成功。該校有臺南縣第一座蝴蝶生態園:39。

## 宗教信仰
大竹林的庄廟是汾陽殿，主祀天上聖母:589。該廟主神據說是大竹林郭姓祖先當初來臺時所帶來供奉，但直到1976年才建廟，之前是供奉在祖厝（郭姓宗祠）:35。